# Girard (Pensilvania)
Girard es un borough ubicado en el condado de Erie en el estado estadounidense de Pensilvania. En el año 2000 tenía una población de 3,164 habitantes y una densidad poblacional de 519 personas por km².

## Geografía
Girard se encuentra ubicado en las coordenadas 42°0′21″N 80°19′17″O / 42.00583, -80.32139

## Demografía
Según la Oficina del Censo en 2000 los ingresos medios por hogar en la localidad eran de $33,977 y los ingresos medios por familia eran $38,936. Los hombres tenían unos ingresos medios de $29,975 frente a los $23,712 para las mujeres. La renta per cápita para la localidad era de $16,682. Alrededor del 8.3% de la población estaba por debajo del umbral de pobreza.